# فيلا دي بريانو
فيلا دي بريانو (بالإيطالية: Villa di Briano) هي كومونا في مقاطعة كزرتة في منطقة كمبانية الإيطالية، وتقع على بعد 20 كيلومترًا (12 ميلًا) شمال غرب نابولي و15 كيلومترًا (9 ميلًا) جنوب غرب كزرتة.